# Блэк, Джонни
Джонни Блэк (англ. Johnni Black, настоящее имя Лори Голем (Laurie Golem), род. 14 января 1968, Чикаго, Иллинойс, США) — американская порноактриса, модель и режиссёр. Лауреатка премии AVN Awards.

## Ранняя жизнь
Родилась в Чикаго, штат Иллинойс, США. Имеет итальянские корни. В детстве посещала католическую школу. Была капитаном в армии США до 1 мая 1996 года. Дислоцировалась в воинской части Форт-Брэгг (Северная Каролина).

## Карьера
Пришла в индустрию кино для взрослых в марте 1996 года. Первый фильм, в котором снялась — Anal Maniacs 4 студии Wicked Pictures.
В 1998 году получила премию AVN в номинации Лучшая новая старлетка.
Снялась более чем в 300 фильмах.

## Личная жизнь
Ранее изучала психологию в Иллинойсском университете в Урбане-Шампейне. В октябре 1995 года вышла замуж за Дэвида Джонсона (который выступает под именем «Майкл Блэк»). Они вместе служили в армии: Джонни — капитаном, Дэвид/Майкл — унтер-офицером (сержант первого класса). В 1998 году Блэк и её муж основали Гильдию Эротических Артистов (Erotic Entertainers Guild), которая проводила кампанию по вопросам сексуального здоровья для работников отрасли.

## Премии

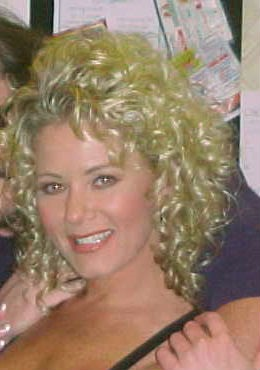
Джонни Блэк, 5 января 1999 г.

- 1998 AVN Award — Лучшая новая старлетка[7]
- 1998 °F.O.X.E. Award — Video Vixen[8]

## Избранная фильмография
- Air Tight (1998)
- Anal Domain (1997)
- Anal Fixation (1999)
- Anal Fortune Teller (1997)
- Anal Highway (1997)
- Anal Maniacs 4 (1996)
- Anal Witness 4 (1997)
- Dreamquest (2000)
- Eye On You 106: Johnni Black & Candy Heart (1999)
- Eye On You 40: Kyrie & Johnni Black (1997)
- Flashpoint (1998)
- Girl Next Door (1997)
- Girl’s Affair 16 (1998)
- Girls Of Color 2 (1998)
- Kitten (2001)
- Ladies Lovin' Ladies 4 (1998)
- Les' Be Friends (2005)
- Lesbian Connection 4 (1997)
- No Man’s Land 16 (1997)
- Slumber Party 5 (1999)
- Up And Cummers 126 (2005)
- Up Close And Personal 4 (1996)
- Up Your Ass 3 (1996)